# Krypta

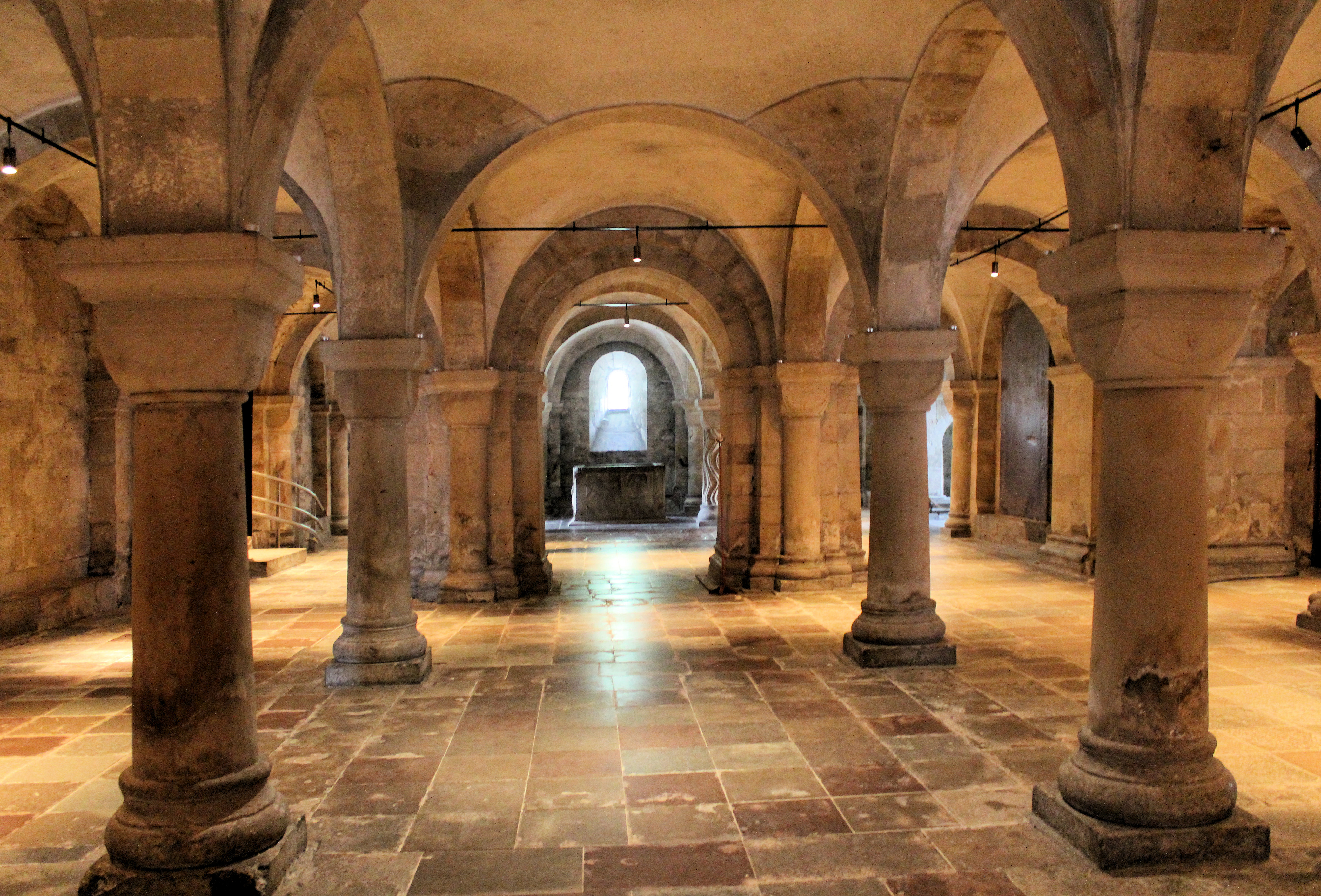
Kryptan i Lunds domkyrka.

En krypta (från latinets cryʹpta, av grekiska kryptēʹ 'dolt rum', 'dold gång') är en underjordisk del i en kyrkobyggnad eller i annan byggnad, vanligtvis av sten och ursprungligen en gravkammare. Exempel är kryptorna i Roms katakomber. Senare kryptor byggdes oftast som gravkapell. Om kryptan anlagts under högaltaret, kan det betraktas som en utvidgning av Confessio, en plats för det helgons reliker, åt vilken kyrkan vigdes.
Kryptor är särskilt förekommande i romanska kyrkobyggnader. I Sverige förekommer kryptor exempelvis i domkyrkorna i Lund och Skara samt Skanörs kyrka. Under antiken var kryptor underjordiska grottor eller gångar.

## Bilder

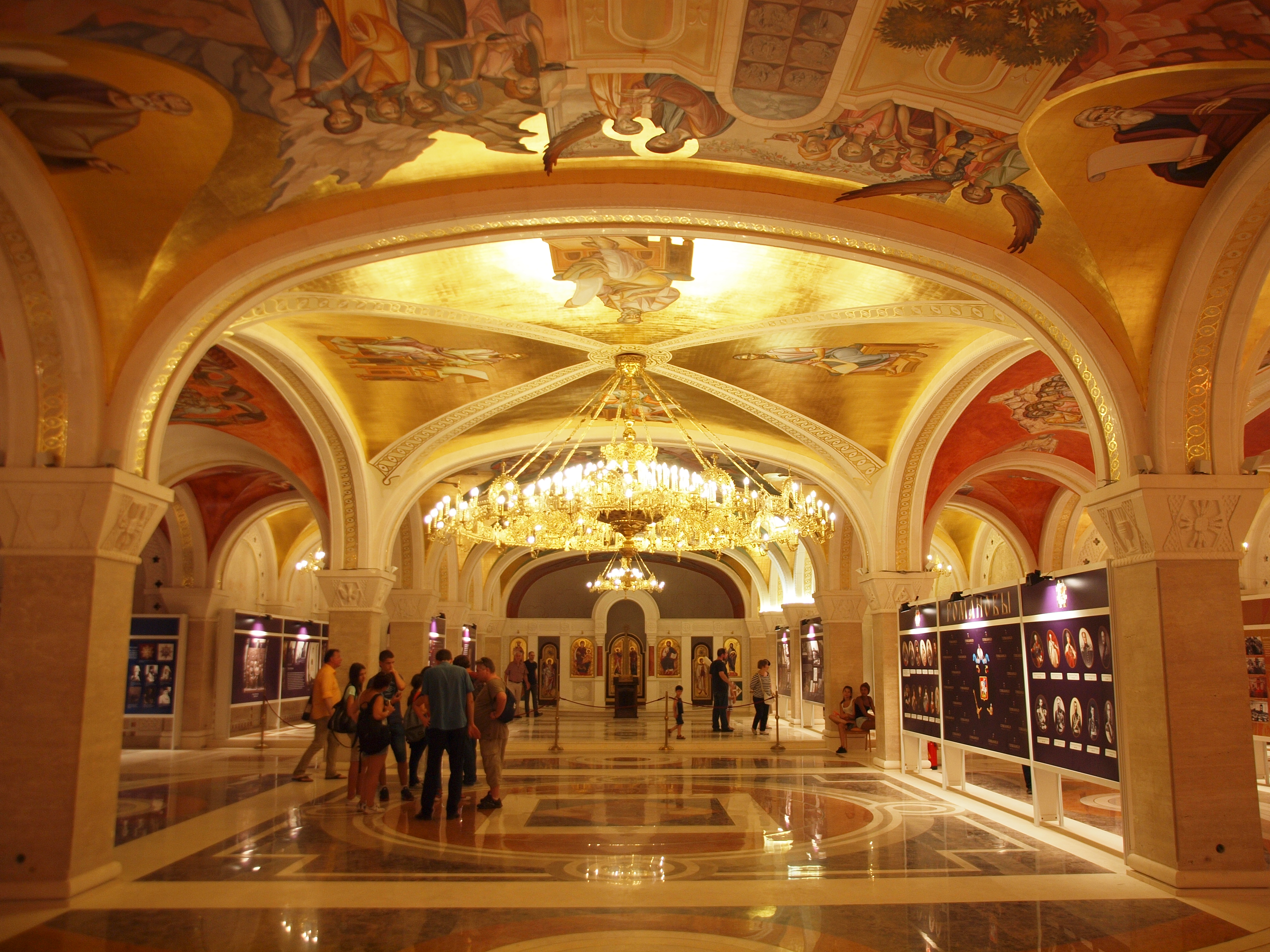
Kryptan i Sankt Savas kyrka i Belgrad, Serbien.